# RKS Praha – Zbraslav
RKS Praha – Zbraslav byl středovlnný vysílač sloužící k rozhlasovému vysílání sestávající ze tří stožárů umístěných v blízkosti silnice spojující strakonickou výpadovku s městskou částí Lipence, tedy asi 1,5 km severovýchodně od vysílače Cukrák. Tři zdaleka viditelné kotvené stožáry typu UNIPOL dosahovaly výšky 85,5 m. K demolici stožárů došlo 6.3.2024 okolo poledne.
Výstavba středovlnného vysílacího střediska probíhala v letech 1953 až 1955 na kopci nad Vltavou zvaném Baně. Nejprve se zde však objevily dva štíhlé trubkové stožáry o výšce 60 m s takzvanou L anténou. Stožáry antény byly umístěny symetricky vůči vysílací stanici, jejich vzdálenost byla 176 m. Výbavou střediska se staly vysílače TESLA SRV 30 a TESLA SRV 3. První sloužil k šíření programu Praha II na kmitočtu 1520 kHz, druhý šířil v odpoledních hodinách program Praha I na kmitočtu 638 kHz. Postupem času přibylo i vysílání stanic Československo a Hvězda. Dle pamětníků Na Beránku v tichosti pracoval i krátkovlnný vysílač TESLA KRV 1, jehož úkolem bylo rušení Rádia Svobodná Evropa.
Informace o středisku se různí v tom, zda se odtud v srpnu 1968 ozvala i dosud neznámá vysílačka Vltava, která v českém a slovenském jazyce šířila prohlášení okupantů. Povídá se, že se vysílalo přímo odtud značným výkonem, který přinášel místním obyvatelům problémy. Toto nelegální okupační rádio bylo českou stranou rušeno za použití kapacit k rušení Svobodné Evropy.
Činnost stanice se však později dostala do kolize s blízkým, neustále se rozšiřujícím kamenolomem. Když probíhal odstřel, bylo nutné vysílače dokonce vypínat, aby vlivem indukcí nedošlo k předčasnému odpálení náloží. Z tohoto důvodu došlo roku 1989 k přesunu stanice na současné místo. Paradoxem je, že po sametové revoluci byl provoz lomu utlumen a objekty vysílače sloužily pouze jako skladovací prostory, dnes je původní areál využíván soukromou firmou.
Nově navržená stanice měla být dle původních plánů bezobslužná. Nakonec tu nepřetržitý provoz zajišťovalo sedm zaměstnanců. Jelikož bylo středisko plánováno i jako součást obranného systému státu, bylo zamaskováno do svahu. Signál do trojice stožárů původně dodávaly tři dvojice vysílačů TESLA SRV 21, které byly zapojeny do sdruženého provozu (každá z nich poskytovala výkon 40 kW). Po roce 2002 přestal být ve stanici zapotřebí personál, jelikož sem z Radomyšle a ze Stěžer dorazily spolehlivé celotranzistorové vysílače Telefunken o výkonu 10 kW, které zajišťují vysílání Country Radia na kmitočtu 1062 kHz. Z celkem 9 frekvencí přidělených pro toto středisko je většina nevyužitá.
Od 2. ledna 2017 zde na kmitočtu 1233 kHz výkonem 10 kW vysílalo také Radio Dechovka. Tehdy byl přesunut jeho vysílač z Bořanovic, nacházejících se severně od hlavního města, právě do Zbraslavi. Stanice odsud vysílala až do 28. února 2021, kdy bylo rozhodnuto o vypnutí všech středovlnných vysílačů na kmitočtu 1233 kHz.
28. listopadu 2022 v rozhovoru s agenturou ČTK informoval generální ředitel Českých Radiokomunikací Miloš Mastník o záměru operátora vybudovat největší datové centrum v České republice, které má být uvedeno do provozu na přelomu let 2024 a 2025. Na pozemku se však nacházejí stožáry středovlnného vysílače. Následně bylo doplněno, že z technických a prostorových důvodů se stožáry nemohou na pozemku do budoucna nacházet a pro Country Radio je možné zajistit vysílání z jiné lokality. Country Rádio proto spustilo 1.10.2023 vysílání z vysílače Liblice a brzy bude moci dojít k ukončení jeho vysílání ze Zbraslavi. Od 12. hodiny 18. května do 12. hodiny 19. května 2023 proběhlo speciální vysílání Rádia Dechovky, které oslavovalo 100 let českého rozhlasu, a také konec tohoto vysílacího střediska. Od 24. října 2023 vysílal pouze smyčku s hudbou a občasným oznámením o ukončení vysílání s výkonem 1 kW. Vysílání bylo kompletně ukončeno 31. října 2023 v 10h s koncem písně Prodavač od Michala Tučného. 
K demolici došlo 6.3.2024 metodou rozpojení nosných lan.

## Vysílané stanice

### Dříve vysílané rozhlasové stanice
|         | Stanice        | Kmitočet | Výkon (ERP)                            | Zahájení vysílání | Ukončení vysílání                                |
| ------- | -------------- | -------- | -------------------------------------- | ----------------- | ------------------------------------------------ |
| AM (SV) | Praha I        | 639 kHz  | 3 kW                                   | ??. ? 195?        | ??. ? 19??                                       |
| AM (SV) | Praha II       | 1520 kHz | 30 kW                                  | ??. ? 195?        | ??. ? 19??                                       |
| AM (SV) | Československo | ???? kHz | ?? kW                                  | ??. ? 19??        | ??. ? 19??                                       |
| AM (SV) | stanice Hvězda | ???? kHz | 20 kW                                  | ??. ? 19??        | ??. ? ????                                       |
| AM (SV) | Radio Dechovka | 1233 kHz | 10 kW                                  | 2. ledna 2017     | 28. února 2021                                   |
| AM (KV) | Rušení signálu | 1600 kHz | 1 kW                                   | ??. ? 19??        | 16. prosince 1988                                |
| AM (SV) | Rádio Dechovka | 1233 kHz | 10 kW                                  | 18. května 2023   | 19. května 2023                                  |
| AM (SV) | Country Radio  | 1062 kHz | 06:00–19:00 19,99 kW, 19:00–06:00 1 kW |                   | 24. října 2023, úplný konec 31. října 2023 10:00 |

## Externí Odkazy
https://web.archive.org/web/20221116224436/http://stredni.vlny.sweb.cz/Cra/Zbraslav_cz.html